# Mick Cornett
Mick Cornett, född 16 juli 1958 i Oklahoma City i Oklahoma, är en amerikansk republikansk politiker. Han är Oklahoma Citys borgmästare sedan 2004.
Cornett var verksam som kolumnist, sportjournalist och nyhetsankare innan han år 2004 tillträdde som borgmästare.
I borgmästarvalet 2014 vann Cornett en fjärde mandatperiod som Oklahoma Citys borgmästare.
2011 ansökte Cornett om skilsmässa från sin fru under 32 år, Lisa, med hänvisning till "total oförsonlig oförenlighet." Paret har tre vuxna söner: Mike, Casey och Tristan. Cornett gifte sig med sin andra fru, Terri (Walker) Cornett, den 26 november 2014.